# Dead or Alive: Dimensions
Dead or Alive: Dimensions (DOAD) es un juego de lucha desarrollado por Team Ninja y lanzado por Tecmo Koei y, en algunas regiones, por Nintendo para la Nintendo 3DS en 2011. Originalmente planeado como un título de lanzamiento para la 3DS pero retrasado debido al terremoto y el tsunami de 2011 Tōhoku, DOAD hace uso de las características únicas de la consola. El juego fue bien recibido por la crítica.
Dimensions puede considerarse un juego de compilación en lugar de una verdadera novedad en la serie Dead or Alive, similar a Mortal Kombat Trilogy o Tekken Tag Tournament. Ofrece 26 luchadores jugables, más que cualquier otra entrega anterior de la franquicia, y utiliza un motor modificado de Dead or Alive 4. Su trama recopila las historias de los cuatro juegos principales de DOA anteriores, centrándose en Kasumi para 1, Ryu Hayabusa para 2, Ayane para 3 y Helena para 4.
Dimensions fue el primer juego de DOA que se lanzó en una consola de Nintendo, el primero que no fue publicado en su totalidad por Tecmo (fue publicado conjuntamente con Nintendo en Europa y Australia), el primer juego de lucha de DOA lanzado en una consola portátil, y sobre todo, el primero que se lanzó sin la participación del creador de la serie, Tomonobu Itagaki. También fue el primer juego de la serie en tener una clasificación "Teen" de la ESRB desde Dead or Alive 3 al reducir el contenido sexual de los personajes femeninos; sin embargo, el juego no se distribuyó en Suecia y, por consiguiente, en toda Escandinavia, y tuvo problemas para ser lanzado en Australia también.

## Juego
En Dead or Alive Dimensions, la acción se muestra en la pantalla superior de la Nintendo 3DS, mientras que los movimientos especiales de lucha se muestran en la pantalla táctil de abajo. DOAD incorpora una función de Modo Crónica, que actúa como un modo de historia en el juego, pasando por los cuatro torneos de Dead or Alive a medida que el jugador asume los papeles de varios luchadores de la serie. Los otros modos que se presentan son Arcade (en el que el jugador lucha por tiempo adicional), Supervivencia (en el que el jugador lucha hasta que derrota a todos los oponentes o es noqueado), Juego Libre, Entrenamiento, Escaparate (en el que el jugador posiciona modelos 3D en un escenario y toma fotos 3D de ellos), y Álbum de Fotos 3D (en el que el jugador ve las fotos tomadas en el modo Escaparate).
Los escenarios del juego están tomados en su mayoría de Dead or Alive 3 y Dead or Alive 4 (ambos escenarios también están tomados de Dead or Alive Ultimate). El único contenido nuevo sustancial es la inclusión de un escenario basado en Metroid: Other M, un juego para Wii co-desarrollado por Team Ninja con Nintendo, en el que los personajes de ese juego aparecen como peligros del escenario (pero no como luchadores jugables).
La pantalla táctil de la 3DS se utiliza para ejecutar movimientos de lucha especiales para su personaje, mientras que la pantalla superior se utiliza para mostrar la lucha, de forma similar a Super Street Fighter IV: 3D Edition. Dimensions también utiliza la función StreetPass de 3DS para hacer representaciones de la IA del jugador, basadas en sus patrones de juego, que pueden desafiar a otros propietarios del juego en el modo Throwdown. Dimensions ofrece una velocidad de 60 fotogramas por segundo con la función 3D de la consola desactivada. Sin embargo, con ella activada, las imágenes se dividen por dos para los ojos individuales de los jugadores (30 fotogramas por segundo para cada ojo).

## Personajes
Dimensions presenta una lista de hasta 26 personajes jugables. En el escenario basado en Metroid: Other M, Ridley aparece como un peligro del escenario, mientras que Samus Aran aparece al final del combate; Samus no es un personaje jugable en el juego, solo hace una aparición cameo para ayudar a los luchadores. La lista de personajes se muestra a continuación, los personajes desbloqueables están marcados con un asterisco.
| Nombre del personaje         | Primera aparición                     |
| ---------------------------- | ------------------------------------- |
| Alpha-152*                   | Dead or Alive 4                       |
| Ayane                        | Dead or Alive                         |
| Bass Armstrong               | Dead or Alive                         |
| Bayman                       | Dead or Alive                         |
| Brad Wong                    | Dead or Alive 3                       |
| Christie                     | Dead or Alive 3                       |
| Ein                          | Dead or Alive 2                       |
| Eliot                        | Dead or Alive 4                       |
| Gen Fu                       | Dead or Alive                         |
| Genra*                       | Dead or Alive 3                       |
| Hayate                       | Dead or Alive 3                       |
| Helena Douglas               | Dead or Alive 2                       |
| Hitomi                       | Dead or Alive 3                       |
| Jann Lee                     | Dead or Alive                         |
| Kasumi                       | Dead or Alive                         |
| Kasumi Alpha*                | Dead or Alive 2                       |
| Kokoro                       | Dead or Alive 4                       |
| Leifang                      | Dead or Alive                         |
| Leon                         | Dead or Alive 2                       |
| La Mariposa / Lisa Hamilton* | Dead or Alive Xtreme Beach Volleyball |
| Raidou*                      | Dead or Alive                         |
| Ryu Hayabusa                 | Ninja Gaiden                          |
| Shiden*                      | Dead or Alive: Dimensions             |
| Tengu*                       | Dead or Alive 2                       |
| Tina Armstrong               | Dead or Alive                         |
| Zack                         | Dead or Alive                         |

## Argumento
Dead or Alive: Dimensions abarca los primeros cuatro juegos principales de la serie Dead or Alive. En el prólogo, que precede al primer juego, Kasumi se enfrenta a su padre y actual líder del clan ninja Mugen Tenshin, Shiden, para hablar de sus habilidades mientras planea convertirla en su próximo heredero. Más tarde, el ninja exiliado Raidou ataca la aldea, venciendo a Ayane y derrotando a Hayate, que cae en coma. Al enterarse de esto, Kasumi decidió huir de la aldea para vengarse de Raidou por Hayate, a pesar de que esto significaba que sería una fugitiva y probablemente sería asesinada por su propio clan. Kasumi es detenida rápidamente por Ayane, a quien se le ordenó que la buscara y la matara, pero Christie aparece en un helicóptero y salva a Kasumi. Aunque Kasumi no conocía a la mujer, se fue con Christie a un lugar seguro. Dirigiéndose hacia el crucero Freedom Survivor de Helena Douglas, Kasumi es presentada tanto a Christie como a Bayman y se le informa sobre el "torneo DOA", con Raidou allí. Kasumi se encuentra con Ayane, ahora una concursante, y ambas se encuentran con Raidou con Fame Douglas, la jefa del Comité Ejecutivo del torneo Dead or Alive (DOATEC). Después de que Kasumi se abre camino y logra llegar a la ronda final, se enfrenta a Raidou y lo derrota, pero entonces despierta con más fuerza que antes. Kasumi utiliza su magia contra él, y con la ayuda de Ryu Hayabusa, finalmente mata a Raidou. Sin embargo, es secuestrada por DOATEC, lo que lleva a Ryu a salvarla. Esa misma noche, Douglas es asesinado por Bayman bajo la orden de Victor Donovan, y aunque tiene éxito, Christie lo deja atrás cuando regresa al cuartel general de DOATEC.
Hayate, todavía en coma, es secuestrada del pueblo por Kasumi Alpha. Ayane es informada por Genra sobre el regreso de Tengu y es enviada a buscar a Ryu en Europa. Después de la muerte de su padre Fame, y de su madre Maria, Helena aparece en Freedom Survivor y se hace cargo del Comité Ejecutivo del torneo Dead or Alive y anuncia el "segundo torneo DOA", en el que ella misma participa como competidora. Ryu se entera de que Kasumi está en DOATEC Alemania y va allí. En las instalaciones de DOATEC en Alemania, donde Kasumi está siendo retenida, Alpha saca a Kasumi de su celda. Mientras la instalación se incendia, Ryu salva a Kasumi y la lleva a un lugar seguro, mientras Lisa Hamilton y Alpha escapan con Hayate y lo colocan en uno de los helicópteros, que es golpeado y se estrella. En el bosque, Ryu y su amiga, Irene Lew, se enteran de que Hayate fue objeto de experimentos con humanos en la investigación genética de la instalación y Kasumi huye para encontrarlo. En otra parte del bosque, Hitomi está entrenando cuando Hayate, que sobrevivió al accidente, tropieza con ella y se derrumba. Mientras lucha en el torneo, Ryu se encuentra con Hayate, que ahora se llama "Ein" y sufre de amnesia. Más tarde, Ryu encuentra a Tengu y lo mata. Ein llega a Miyama e intenta recordar por qué conoce el lugar. Tras derrotar a Kasumi en la batalla y noquearla, Hayate recupera sus recuerdos, pero Genra revela que permitió que Tengu pasara al mundo humano y escapara, dejando a Ayane y Kasumi Alpha con el cerebro lavado para luchar contra Ryu y Hayate. Ryu, junto con Irene, explican a Hayate que Genra puede haber estado involucrada con DOATEC, y aunque Ayane vuelve a la normalidad, tanto Kasumi como Alpha desaparecen.
Durante el "tercer torneo", Helena contrata a Bayman para que la proteja y mate a Donovan. Christie, haciéndose pasar por la asistente de Helena, intenta asesinarla pero es atrapada y retenida por Bayman. Alfa oye por casualidad que Helena quiere a Donovan muerto y la ataca, pero Helena se las arregla para derrotarla. Con Genra convertida en traidora, Hayate le pide a su padre que le dé caza, haciendo creer a Shiden que Hayate está lista para asumir el liderazgo del clan en lugar de Kasumi. Hayate quiere traer a Kasumi a casa primero, pero Ayane habla en contra, llamando traidor a Kasumi, lo que enfurece a Hayate y hace que la abofetee. Pensando que Hayate ahora la odia, Ayane intenta suicidarse, pero es encontrada por su madre, Ayame. Ayane está molesta creyendo que Hayate solo se preocupa por Kasumi, pero Ayame le recuerda que los cuatro son familia y le pide a Ayane que salve a Kasumi. Hayate y Ayane se unen al tercer torneo para localizar a Genra. En Freedom Survivour, Hayate se encuentra de nuevo con Hitomi desde su partida cuando era Ein, y Hayate le cuenta a Hitomi la verdad sobre su identidad ninja, para su sorpresa. Durante el torneo, Hayate se reúne con Helena, que lo reconoce como el sujeto del Proyecto Epsilon. Hayate le exige que le diga por qué Genra se unió a DOATEC, pero ella afirma que no lo sabe y que tanto Genra como ella misma son solo marionetas de DOATEC. Después de derrotar a Helena en la batalla, él le dice que debe dejar DOATEC. Más tarde, Hayate y Ayane se encuentran con Ryu e Irene, pero Irene es secuestrada por Christie. Ryu huye para salvarla, mientras Hayate y Ayane se enfrentan a Genra, a quien transformó en su forma Omega. Cuando Ryu se da cuenta de que Christie era solo un señuelo, regresa para ayudarles, y atraviesa Genra con su Espada del Dragón, dando tiempo a Ayane y Hayate para realizar un ataque mágico de duelo que golpea a Genra antes de que pueda regenerarse, matándole. Cuando regresan a la aldea, Ayane ve cómo el cuerpo de Genra es incinerado mientras se aleja llorando.
Después de que Helena se convirtiera en líder de la DOATEC, Donovan discute con ella el proyecto de clonación de armas biológicas, el Proyecto Alfa. Con el "cuarto torneo" en camino, Hayate y su clan planean un ataque a la sede principal de DOATEC, la TriTower. Temiendo lo peor, Kasumi encuentra a su hermano e intenta convencerlo de que no empiece una guerra, pero la súplica cae en saco roto. Una noche, Hayate, Ayane y Ryu atacan la TriTower con la ayuda de Irene y la CIA. Al mismo tiempo, Kasumi se infiltra en la TriTower y se enfrenta a Helena, rogándole que se detenga, pero Helena le responde que el ninja no se detendrá ante nada para destruir DOATEC, y el producto final del Proyecto Alfa, Alpha-152. Helena intenta disparar a Kasumi, que es salvado por Ryu. Mientras Kasumi se abre camino para luchar contra un Alpha-152 despierto, Hayate y Ayane utilizan su magia para destruir la TriTower, solo para tener que enfrentarse a Alpha-152 ellos mismos. Con la TriTower en llamas, Helena se enfrenta a Christie por última vez, y se entera de que fue ella quien mató a María. Después de descubrir la verdad, Helena inicia la autodestrucción del edificio y planea acabar con su propia vida, con Kasumi y Ayane observando desde lejos. Sin embargo, es salvada por Zack, quien la lleva en helicóptero y la pone a salvo. La escena final muestra a Donovan quitándose la máscara blanca y poniéndose la de Genra.

## Desarrollo y lanzamiento
Dead or Alive: Dimensions se reveló por primera vez como título oficial el 15 de junio de 2010 en el E3 con el título de trabajo Dead or Alive 3D. Dimensions es el cuarto juego de Dead or Alive que cuenta con locutores en inglés; la mayoría de los actores de doblaje han sido reformulados. Yosuke Hayashi asumió la dirección y la producción tras la marcha del creador de la serie, Tomonobu Itagaki.
El lanzamiento de DOAD estaba previsto para el 26 de febrero de 2011 en la consola Nintendo 3DS. Sin embargo, debido al terremoto y el tsunami del 11 de marzo de 2011 en Tōhoku, el lanzamiento se retrasó dos meses. Finalmente, se lanzó el 19 de mayo en Japón (por Tecmo Koei), el 20 de mayo en Europa (por Nintendo), el 24 de mayo en Norteamérica (por Tecmo Koei) y el 26 de mayo en Australia (por Nintendo).

## Recepción

### Reseñas
Dead or Alive: Dimensions tuvo revisiones consistentemente favorables. Obtuvo un puntaje agregado de 79/100 en Metacritic.
La crítica de Nintendo Power alabó las escenas de primera categoría y la jugabilidad "más rápida y furiosa que nunca", pero advirtió contra el efecto 3D, además de tener problemas con la función de modo Tag. Según VideoGamer.com, "la función Street Pass es agradable y los controles funcionan bien, pero el framerate sufre en línea, y el Modo Crónica es un desastre narrativo". GameZone opinó que "un montón de modos, un montón de extras desbloqueables y un multijugador muy funcional hacen de Dimensions una serie que no sólo los fans deben comprar, sino cualquier jugador con el más mínimo picor para un juego de lucha portátil de calidad". Si habéis estado esperando el próximo título de 3DS imprescindible, este es, amigos".

### Controversia
Debido a una controversia sueca, Dead or Alive: Dimensions no se vende en Suecia, Noruega y Dinamarca. La preocupación surgió cuando un usuario de un foro de Internet comentó que tres personajes menores de edad en el juego podían ser vistos desde ángulos que podían ser considerados lascivos.
Las preocupaciones en relación con el juego también aumentaron en Australia, cuando ciertos medios de comunicación criticaron la clasificación PG del juego. Después de un cuidadoso examen, la Junta de Clasificación de Australia llegó a la conclusión de que no se le había dado suficiente información en ese momento para darle una clasificación correcta. La clasificación PG del juego fue posteriormente revocada. Nintendo volvió a presentar el juego con un análisis más detallado de su contenido. El juego recibió la siguiente clasificación después de PG, la clasificación M, que permite a cualquier edad seguir comprando el juego, pero se recomienda para un público más maduro.